# Lincoln Grillo
Lincoln dos Santos Grillo (Uberlândia, 3 de maio de 1926 - São Paulo, 17 de março de 2013) mais conhecido como Lincoln Grillo foi um advogado e político brasileiro filiado ao Partido Socialista Brasileiro. Foi Vereador e Prefeito de Santo André além de Deputado Estadual e Federal pelo estado de São Paulo.

## Carreira Política

### Vereador de Santo André (1964)
Em 1963 foi eleito vereador de Santo André pelo antigo Partido Socialista Brasileiro para o quadriênio 1964-1968, tomando posse no cargo em 1° de janeiro do referido ano, entretanto renunciou ao posto em 10 de abril de 1964 em função de pressões ligadas à Ditadura Militar, iniciada no dia 1° do referido mês daquele ano, sendo substituído por Paulo Faccina.

### Deputado Estadual por São Paulo (1966-1975)
Na eleição estadual de São Paulo de 1966 foi eleito pela primeira vez ao cargo de Deputado Estadual por São Paulo pelo extinto Movimento Democrático Brasileiro, partido de oposição à Ditadura no período em que o bipartidarismo esteve vigente no país, com 8.307 votos, não conseguindo a reeleição em 1970, posteriormente assumiu o mandato na condição de suplente.

### Deputado Federal por São Paulo (1975-1977)
No ano de 1974 foi eleito ao cargo de Deputado Federal por São Paulo, assumindo o mandato em 1° de fevereiro de 1975 permanecendo no mesmo até 1° de fevereiro de 1977, quando assumiu o cargo de prefeito de Santo André, no qual havia sido eleito em 1976.
Seu mandato na câmara teve enfoque na autoria de projetos relacionados a previdência social.

### Prefeito de Santo André (1977-1982)
Em 1976 concorreu ao cargo de prefeito de Santo André pela sublegenda 1 do MDB, tendo Timóteo Moya como candidato à vice-prefeito, tendo alcançado a vitória com 73.849 votos, que representaram 31,37% do eleitorado total.
Grillo propôs a fusão da Fundação Santo André com a Faculdade de Medicina do ABC e sua posterior federalização, formando assim a Universidade Federal do ABC. A proposta não foi aceita e as instituições não foram fundidas. Apenas em 2004, por iniciativa do Ministério da Educação, foi criada a Universidade Federal do ABC.

## Morte
Faleceu na madrugada do dia 17 de março de 2013 no Hospital Oswaldo Cruz, em São Paulo, vítima de complicações nas funções do fígado, o velório ocorreu na Câmara Municipal da cidade e o enterro no cemitério da Vila Assunção, em Santo André.

## Desempenho Eleitoral
| Ano  | Eleição                  | Cargo             | Partido          | Partido | Coligação          | Vice         | Votos  | Votos | Votos  | Resultado  | Ref    |
| Ano  | Eleição                  | Cargo             | Partido          | Partido | Coligação          | Vice         | Total  | %     | P.     | Resultado  | Ref    |
| ---- | ------------------------ | ----------------- | ---------------- | ------- | ------------------ | ------------ | ------ | ----- | ------ | ---------- | ------ |
| 1963 | Municipal de Santo André | Vereador          |                  | PSB     | Partido Isolado    | —            | -      | -     | -      | Eleito     | [ 6 ]  |
| 1966 | Estadual de São Paulo    | Deputado Estadual |                  | MDB     | Partido Isolado    | —            | 8.307  | -     | 113.º  | Eleito     | [ 7 ]  |
| 1974 | Estadual de São Paulo    | Deputado Federal  | Partido Isolado  | MDB     | —                  | 85.780       | 1,21%  | 16.º  | Eleito | [ 8 ]      |        |
| 1976 | Municipal de Santo André | Prefeito          | Sublegenda 1 MDB | MDB     | Timóteo Moya (MDB) | 73.849       | 31,37% | 1.º   | Eleito | [ 4 ]      |        |
| 1988 | Municipal de Santo André | Prefeito          |                  | PDT     | Partido Isolado    | Desconhecido | 12.448 | 3,55% | 3.º    | Não Eleito | [ 9 ]  |
| 2002 | Estadual de São Paulo    | Deputado Federal  |                  | PSB     | Partido Isolado    | —            | 10.112 | 0,05% | 218.º  | Não Eleito | [ 10 ] |